# Flocage (bâtiment)
Pour les articles homonymes, voir Flocage.
Le flocage en bâtiment est une technique d'isolation utilisée dans le bâtiment, consistant à accumuler sur une paroi une couche de matériau par agglutination et collage, destinée à la protéger ou à l'isoler phoniquement ou thermiquement. 

## Utilisations
Le flocage peut être utilisé comme isolant thermique, comme isolant acoustique, ou comme coupe-feu grâce à ses qualités ignifuges. Dans ce cas, il est conçu pour offrir une résistance au feu d'une durée de 30 minutes à trois heures. Un flocage de 2 cm permet le ralentissement significatif d'un incendie.
Le flocage peut être effectué sur des plafonds de sous-sols, des plafonds de galeries techniques et sur des murs. Il est possible de le coller sur divers matériaux (béton, brique, parpaings, etc.) et il a l'avantage de rendre la surface de parois grossières plus uniforme en aplanissant et en masquant les défauts (fissures, bosses, creux).

## Composition
Le flocage est composé de laine de laitier (laine minérale) additionnée à de l'eau et des liants. Il est projeté avec une machine à pression de manière à obtenir une couche d'épaisseur uniforme. 
La laine de laitier est un produit non toxique respectueux de la santé humaine, utilisée en remplacement de l'amiante déclaré cancérigène par l'OMS.